# SHAKE (SMAP单曲)
《SHAKE》是日本偶像男子組合SMAP的第23張單曲，由勝利娛樂于1996年11月18日在日本發行。

## 銷售成績
- 1996年12月2日Oricon公信榜周榜冠軍，首週銷量30.5萬張。

- 累積銷量87.6萬張（Oricon數據）。

## 收錄曲目
| 曲序     | 曲目             |            | 作曲          | 编曲     | 备注                                   | 时长  |
| -------- | ---------------- | ---------- | ------------- | -------- | -------------------------------------- | ----- |
| 1.       | SHAKE            | 森浩美     | 小森田实      | CHOKKAKU | FNS《SMAP×SMAP》主題曲 NTT東日本廣告曲 | 4:20  |
| 2.       | （閉嘴！來找我） | 小倉惠（小倉めぐみ） | Jimmy Johnson | 長岡成貢 | 合唱編排：松下誠                       | 4:22  |
| 3.       | SHAKE（伴奏版）  |            |               |          |                                        |       |
| 4.       | （伴奏版）       |            |               |          |                                        |       |
| 总时长： | 总时长：         | 总时长：   | 总时长：      | 总时长： | 总时长：                               | 17:34 |

## 收錄專輯
- 《WOOL（日语：WOOL (アルバム)）》（精選輯；1997年3月26日發行）
- 《Smap Vest（日语：Smap Vest）》（精選輯；2001年3月23日發行）
- 《SAMPLE BANG!（日语：SAMPLE BANG!）》（錄音室專輯；2005年7月27日發行）
- 《SMAP 25 YEARS》（精選輯；2016年12月21日發行）

## 外部連結
- 勝利娛樂上《SHAKE（页面存档备份，存于）》的資料（日語）
- 豆瓣音乐上《SHAKE》的資料 （简体中文）
- 蝦米音樂上《SHAKE（页面存档备份，存于）》的資料（简体中文）
- 網易云音樂上《SHAKE（页面存档备份，存于）》的資料（简体中文）